# Pablo Iglesias González
Pablo Iglesias González (Madrid, 8 de enero de 1792-Madrid, 25 de agosto de 1825) fue un político y militar español de ideología liberal. 

## Biografía
Nació en el seno de una familia de tiradores de oro, artesanos que reducían este metal a hilo, oficio que practicó heredando de su padre el negocio familiar. En mayo de 1808 se unió a quienes combatían al invasor francés y sirvió como militar hasta 1814, cuando ya habían fallecido sus padres. En 1820 ya era rico. En 1822, en pleno Trienio liberal, se presentó a las elecciones y fue elegido como regidor (concejal) en Madrid. En los acontecimientos de junio y julio de 1822, en que la Guardia Real se pronunció por el absolutismo, Iglesias actuó como capitán de la Milicia Nacional defendiendo la casa de la Panadería en la plaza Mayor, sede del ayuntamiento en el golpe de Estado realista de julio de 1822. Los milicianos consiguieron derrotar a los guardias reales, que se refugiaron en el Palacio Real. Los hechos fueron recogidos en 7 de julio de 1822, que da título a uno de los Episodios Nacionales de Pérez Galdós, y a fecha sería conmemorada como fiesta de libertad y democracia durante todo el siglo siguiente.[cita requerida]
En abril de 1823 Pablo Iglesias acompañó al gobierno liberal en su repliegue a Sevilla y, después, a Cádiz, ante el retorno del absolutismo de mano de las tropas francesas denominadas los Cien Mil Hijos de San Luis, y manda las tropas que transportan a lugar seguro los restos de Daoiz, Velarde y demás víctimas del 2 de mayo. 

### La expedición delos Coloraos
Tras la rendición de Cartagena por el general José María de Torrijos y Uriarte el 5 de noviembre, se refugia en Gibraltar y se une a otros liberales creando la sociedad llamada la Santa Hermandad, que formaba parte de la Confederación de Caballeros Comuneros, cuyo objetivo era derrocar el gobierno absoluto de Fernando VII. Otros miembros destacados de esta sociedad fueron el italiano César Conti, espía de Fernando VII, el traidor Housson de Tour y el financiero Manuel Bertrán de Lis.
En la noche del 6 de agosto de 1824, organizada por la Santa Hermandad y bajo el mando de Pablo Iglesias, el bergantín de bandera inglesa Federico zarpó de Gibraltar hacia Almería con 48 hombres con el propósito de tomar la ciudad y proclamar la libertad, en lo que se llamó el pronunciamiento de los Coloraos. Al mismo tiempo otra expedición mandada por el coronel Valdés se dirigía a Tarifa. Entre ellos, el general francés Cugnet de Montarlot, los capitanes Antonio Santos, Bernardino Bustamante y Javier Joaquín Bustamante y Fondevila, Benigno Morales, editor del periódico El Zurriago, o Francisco Delgado, exadministrador de correos en Murcia. Desembarcaron en Almería el 14 de agosto, pero la acción fracasó por la pérdida del factor sorpresa, fueron rechazados y no consiguieron que nadie se uniera a la rebelión, teniendo que darse a la huida. La mayor parte de los expedicionarios fueron capturados y pasados por las armas. Iglesias fue detenido en Cúllar de Baza el 22 de agosto en unión de su compañero Antonio Santos.

### Procesamiento y ejecución

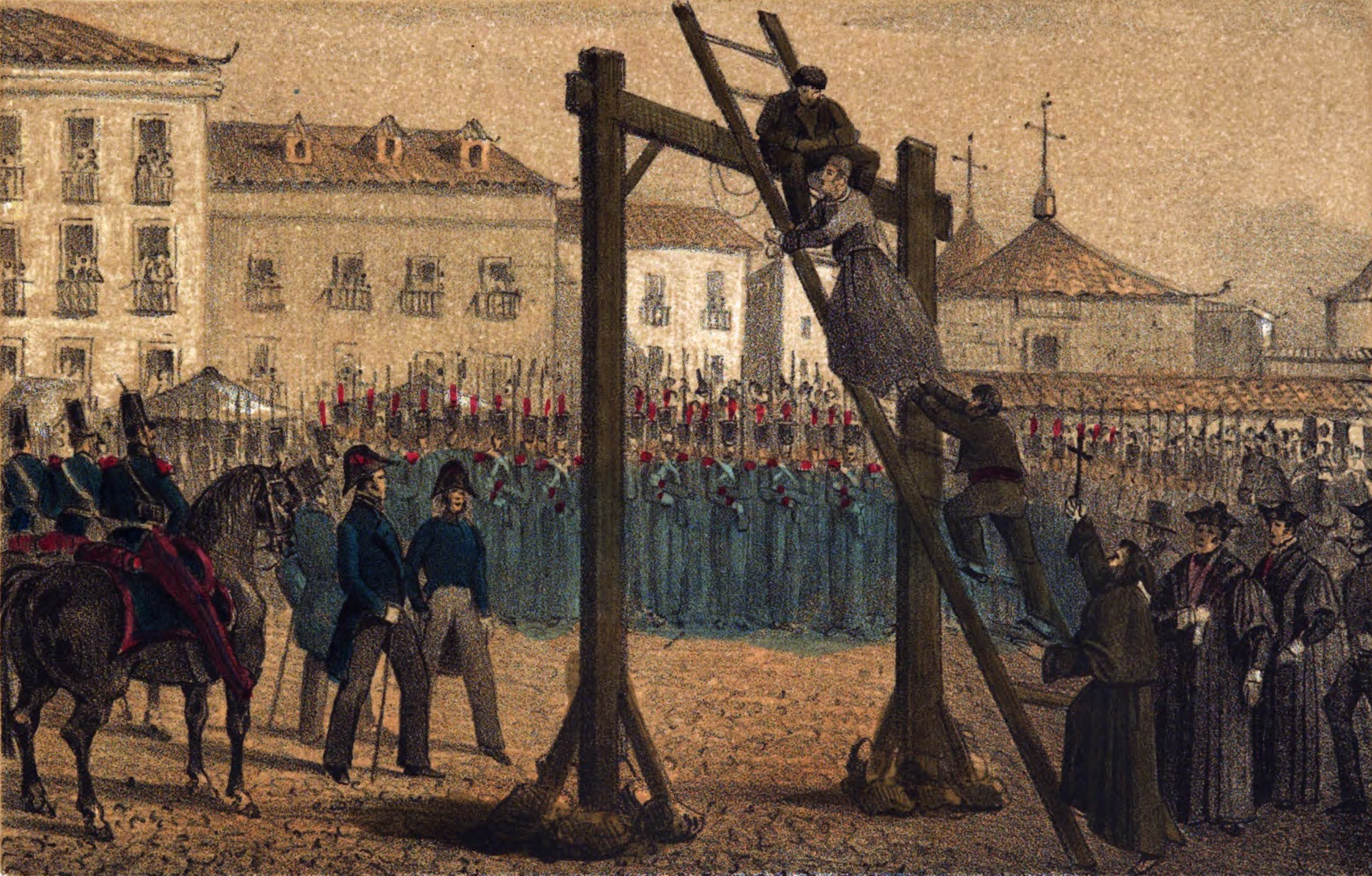
Representación de la ejecución de Antonio Miyar en Madrid, semejante a la de Pablo Iglesias.

Se les sometió a largo proceso. El 21 de abril de 1825 se pronunció la sentencia que les condenaba a muerte. Fue ajusticiado en la horca en el amanecer del 25 de agosto de 1825, en la plaza de la Cebada de Madrid. Su ejecución podría haber inspirado las escenas finales de El terror de 1824 de Pérez Galdós. Iglesias envió una carta a su futura viuda, Francisca López, la víspera de su ejecución; según Alberto Gil Novales, en ella destacaban tres conceptos: su creencia en la libertad, la gloria que con su muerte adquiría su nombre y su confesión de que era cristiano, pero no de la religión de los frailes.  Sus últimas palabras fueron:

Españoles, estoy sobre el patíbulo, en el lance terrible de la muerte, donde no se habla otro lenguaje que el de la verdad. Muero con la resignación y entereza de un cristiano, que espera vivir eternamente Estos dos virtuosos sacerdotes son testigos de mis creencias, porque nací, he vivido y muerto en el Señor de la Iglesia. Que mis últimas palabras sean: Libertad o Muerte.

Sus restos fueron depositados en el desaparecido cementerio de la Puerta de Toledo de Madrid (patio primero, nicho nº 51) en el que se esculpió la Cruz Cívica concedida por el Regente en 1841.
El 27 de junio de 1836 se celebraron en Madrid funerales con honores y la presencia de personalidades como Mariano Valero Arteta, gobernador civil de la provincia, comandantes y oficiales de la guardia nacional, el duque de Zaragoza y Mendizábal, entre otras.

### Escritos
Es autor de unas Memorias hoy perdidas, pero que fueron aprovechadas por Eusebio Martínez de Velasco en Don Pablo Iglesias, mártir de las libertades patrias. Escribió también unos Apuntes para servir a la historia de su desgraciada empresa que el día de su muerte entregó a Francisco Rodríguez de la Vega y este aprovechó en Los últimos momentos de don Pablo Iglesias. Ambos textos fueron utilizados por Francisco Morales Sánchez, Páginas de sangre. Historia del Saladero, Madrid: Manuel Rodríguez, 1870, II, p. 481-509.